# آن ریورز
آنا ام ریورز (متولد ۱۹۶۵ یا ۱۹۶۶) یک سیاستمدار و مربی آمریکایی است که از زمانی که در سال ۲۰۱۲ پس از استعفای جو زارلی به نمایندگی از ناحیه ۱۸ منصوب شد، به عنوان یکی از اعضای جمهوری‌خواه سنای ایالت واشینگتن خدمت می‌کرد. قبل از این او عضو مجلس نمایندگان واشینگتن بود. ریورز به عنوان اکثریت شلاق در جلسه منصوب شد، انتصابی نادر برای یک سناتور سال اول. او در سال ۲۰۱۲ با ۶۷ درصد آرا در مقابل ۳۲ درصد رقیب خود، رالف اشمیت، برای یک دوره چهار ساله دیگر در سال ۲۰۱۲ انتخاب شد.
ریورز در سال ۱۹۶۸ در سنت جوزف، میشیگان به دنیا آمد. او مدرک لیسانس خود را در رشته علوم سیاسی از دانشگاه مرکزی میشیگان گرفت. پس از فارغ‌التحصیلی در سال ۱۹۹۰، ریورز به عنوان معلم کلاس ششم مشغول به کار شد. در سال ۲۰۰۲ به تحصیل ادامه داد و از کالج لوئیس و کلارک با مدرک تدریس متوسطه فارغ‌التحصیل شد.